# Jetsmark-stenen
Jetsmark-stenen er den ene af to kendte runesten i Vendsyssel; den anden er Hune-stenen. Man kender ikke runestenens oprindelige placering. Den blev fundet i 1855 ved udgravning af jordkælder i en gammel byggegrund på gården Bisgård i Pandrup. Runestenen sad på det sted, hvor nedgangen formentlig har været. Ejeren af gården kørte runestenen op til kirken, hvor den nu står i våbenhuset.

## Indskriften
Indskriften er ristet i parallelordning begyndende i stenens venstre side. De to runesten i Jetsmark og Hune har samme runeformer og skilletegn, og da der kun er ganske få kilometer mellem de to runesten, er det meget sandsynligt, at der er tale om den samme Hove, som har rejst Hune-stenen.
| Translitteration | hufi : sati : stin : ift : bruþr \| siną þurlak auk : hriþi |
| Transskription   | Hōfi satti stēn æft brǿðr sīna Þōrlak ok Hriði/Hrēþi.       |
| Oversættelse     | Hove satte stenen efter sine brødre Thorlak og Ride (Rede). |